# 1 2 3 ～恋爱开始～
《1 2 3 ～恋爱开始～》（日语：1 2 3 ～恋がはじまる～）是日本樂團生物股長的第25張單曲，於2013年6月5日由Epic Records Japan Inc.發售。

## 概要
本作跟前作《隨著風吹》相隔將近10個半月發售，是生物股長在2013年發行的第1張單曲。單曲在初回期間附送「生物卡片034」一張。与前两作不同的是，這張單曲因收录曲目增加，價格有所上升，售日圓1223元。

## 歌曲
《1 2 3 ～恋爱开始～》被選為可尔必思“Calpis Water”的广告歌。
A面曲是由水野良树制作的，久违了的爱情歌曲。同时，这也是自《萤之光》之后，再次有歌曲在间奏中有口琴演奏的声音。
PV於埼玉縣川越市山村学園高等学校拍攝，其中将高中生从相识到相恋的画面用音乐剧的风格表现了出来，在摄影中，该学校的学生也作为演员出演。

## 歌曲列表
| CD   | CD                                | CD       | CD       | CD   |
| 曲序 | 曲目                              | 词曲     | 编曲     | 时长 |
| ---- | --------------------------------- | -------- | -------- | ---- |
| 1.   | 1 2 3 ～恋爱开始～                | 水野良樹 | 本間昭光 | 4:59 |
| 2.   | 明日的天空 （日语：あしたのそら）             | 山下穂尊 | 本間昭光 | 4:47 |
| 3.   | 1 2 3 ～恋爱开始～ -instrumental- | －       | －       |      |
| 4.   | 明日的天空 -instrumental-         | －       | －       |      |

## 外部連結
- - Sony Music （日語）